# DreamHack Winter 2013
O 2013 DreamHack SteelSeries Counter Strike: Global Offensive Championship, também conhecido como DreamHack Winter 2013 ou Jönköping 2013, foi o primeiro Campeonato Major de Counter-Strike: Global Offensive. O torneio foi organizado pela DreamHack e patrocinado pela Valve. A competição foi realizada durante o festival Winter 2013 DreamHack no Elmia Exhibition and Convention Centre, em Jönköping, Suécia. Seis equipes convidadas juntaram-se a dez equipes qualificadas para formar o evento de dezesseis equipes. O financiamento da comunidade ajudou a construir o prêmio total de US$ 250.000. O torneio teve um pico de 145.000 espectadores simultâneos na Twitch e no cliente de visualização dentro do jogo.

## Formato
Seis equipes – Astana Dragons, Complexity Gaming, VeryGames, Clan-Mystik, Fnatic e Team iBUYPOWER – foram diretamente convidadas a participar do torneio.
Além dessas seis equipes, outras dez equipes se classificaram em outros torneios. Por exemplo, Ninjas in Pyjamas se classificou ao vencer o torneio DreamHack Summer 2013; Copenhagen Wolves se classificou ao vencer o EMS One Fall 2013; LGB eSports qualificado através de uma classificatória online; e o Reason Gaming se qualificou por meio da classificatória da BYOC.
As equipes foram divididas em quatro grupos, e todas as partidas do grupo foram à melhor de um. O cabeça de chave jogaria com o quarto pote em cada grupo e o segundo e o terceiro pote jogariam um contra o outro. Os vencedores dessas duas partidas se enfrentariam para determinar qual time passaria para a fase eliminatória, enquanto os perdedores da primeira rodada também jogariam. O perdedor da partida inferior foi então eliminado do torneio. Com um time avançado e um eliminado, os dois times restantes jogariam uma partida de eliminação pela segunda vaga na eliminatória. Este formato é conhecido como o formato GSL, nomeado para o Global StarCraft II League.
A chave da eliminatória consistia em oito times, dois de cada grupo. Todas essas partidas foram em melhor de três, eliminação única. As equipes avançaram na chave até que um vencedor final fosse decidido, e as oito equipes que chegaram à chave da eliminatória ganharam convites automáticos para o próximo Major, o EMS One Katowice 2014.

### Mapas
- Dust II
- Inferno
- Mirage
- Nuke
- Train

## Equipes
Convidadas
- Astana Dragons
- Clan-Mystik
- Complexity Gaming
- Fnatic
- Team iBUYPOWER
- VeryGames

Classificadas
- Copenhagen Wolves
- LGB Esports
- Natus Vincere
- Ninjas in Pyjamas
- n!faculty
- Reason Gaming
- Recursive Esports
- SK Gaming
- Universal Soldiers
- Xapso

## Fases de grupos

### Grupo A
| Pos. | Equipe        | V | D | RV | RD | DR  | Pts |
| ---- | ------------- | - | - | -- | -- | --- | --- |
| 1    | Fnatic        | 2 | 0 | 32 | 15 | +17 | 6   |
| 2    | LGB Esports   | 2 | 1 | 46 | 31 | +15 | 6   |
| 3    | Clan-Mystik   | 1 | 2 | 24 | 46 | -22 | 3   |
| 4    | Natus Vincere | 0 | 2 | 22 | 32 | -10 | 0   |

| Partidas do Grupo A   | Partidas do Grupo A | Partidas do Grupo A | Partidas do Grupo A | Partidas do Grupo A |
| Equipe                | Pontuação           | Mapa                | Pontuação           | Equipe              |
| Rodada de abertura    | Rodada de abertura  | Rodada de abertura  | Rodada de abertura  | Rodada de abertura  |
| --------------------- | ------------------- | ------------------- | ------------------- | ------------------- |
| Fnatic                | 16                  | Mirage              | 9                   | Natus Vincere       |
| Clan-Mystik           | 16                  | Dust II             | 14                  | LGB Esports         |
| Rodada de eliminação  |                     |                     |                     |                     |
| LGB Esports           | 16                  | Mirage              | 13                  | Natus Vincere       |
| Rodada dos vencedores |                     |                     |                     |                     |
| Clan-Mystik           | 6                   | Inferno             | 16                  | Fnatic              |
| Rodada decisiva       |                     |                     |                     |                     |
| Clan-Mystik           | 2                   | Inferno             | 16                  | LBG Esports         |

### Grupo B
| Pos. | Equipe             | V | D | RV | RD | DR  | Pts |
| ---- | ------------------ | - | - | -- | -- | --- | --- |
| 1    | Ninjas in Pyjamas  | 2 | 0 | 32 | 17 | +15 | 6   |
| 2    | Recursive Esports  | 2 | 1 | 45 | 37 | +8  | 6   |
| 3    | Universal Soldiers | 1 | 2 | 33 | 41 | -8  | 3   |
| 4    | Team iBUYPOWER     | 0 | 2 | 17 | 32 | -15 | 0   |

| Partidas do Grupo B   | Partidas do Grupo B | Partidas do Grupo B | Partidas do Grupo B | Partidas do Grupo B |
| Equipe                | Pontuação           | Mapa                | Pontuação           | Equipe              |
| Rodada de abertura    | Rodada de abertura  | Rodada de abertura  | Rodada de abertura  | Rodada de abertura  |
| --------------------- | ------------------- | ------------------- | ------------------- | ------------------- |
| Ninjas in Pyjamas     | 16                  | Inferno             | 13                  | Recursive Esports   |
| Team iBUYPOWER        | 9                   | Dust II             | 16                  | Universal Soldiers  |
| Rodada de eliminação  |                     |                     |                     |                     |
| Team iBUYPOWER        | 8                   | Inferno             | 16                  | Recursive Esports   |
| Rodada dos vencedores |                     |                     |                     |                     |
| Ninjas in Pyjamas     | 16                  | Inferno             | 4                   | Universal Soldiers  |
| Rodada decisiva       |                     |                     |                     |                     |
| Universal Soldiers    | 13                  | Inferno             | 16                  | Recursive Esports   |

### Grupo C
| Pos. | Equipe            | V | D | RV | RD | DR  | Pts |
| ---- | ----------------- | - | - | -- | -- | --- | --- |
| 1    | Complexity Gaming | 2 | 0 | 32 | 19 | +13 | 6   |
| 2    | VeryGames         | 2 | 1 | 46 | 33 | +13 | 6   |
| 3    | n!faculty         | 1 | 2 | 30 | 37 | -7  | 3   |
| 4    | Xapso             | 0 | 2 | 13 | 32 | -19 | 0   |

| Partidas do Grupo C   | Partidas do Grupo C | Partidas do Grupo C | Partidas do Grupo C | Partidas do Grupo C |
| Equipe                | Pontuação           | Mapa                | Pontuação           | Equipe              |
| Rodada de abertura    | Rodada de abertura  | Rodada de abertura  | Rodada de abertura  | Rodada de abertura  |
| --------------------- | ------------------- | ------------------- | ------------------- | ------------------- |
| n!faculty             | 5                   | Inferno             | 16                  | Complexity Gaming   |
| VeryGames             | 16                  | Inferno             | 8                   | Xapso               |
| Rodada de eliminação  |                     |                     |                     |                     |
| Complexity Gaming     | 16                  | Inferno             | 14                  | VeryGames           |
| Rodada dos vencedores |                     |                     |                     |                     |
| n!faculty             | 16                  | Train               | 5                   | Xapso               |
| Rodada decisiva       |                     |                     |                     |                     |
| n!faculty             | 9                   | Dust II             | 16                  | VeryGames           |

### Grupo D
| Pos. | Equipe            | V | D | RV | RD | DR  | Pts |
| ---- | ----------------- | - | - | -- | -- | --- | --- |
| 1    | Copenhagen Wolves | 2 | 0 | 32 | 18 | +14 | 6   |
| 2    | Astana Dragons    | 2 | 1 | 39 | 40 | -1  | 6   |
| 3    | Reason Gaming     | 1 | 2 | 40 | 32 | +8  | 3   |
| 4    | SK Gaming         | 0 | 2 | 14 | 32 | -18 | 0   |

| Partidas do Grupo D   | Partidas do Grupo D | Partidas do Grupo D | Partidas do Grupo D | Partidas do Grupo D |
| Equipe                | Pontuação           | Mapa                | Pontuação           | Equipe              |
| Rodada de abertura    | Rodada de abertura  | Rodada de abertura  | Rodada de abertura  | Rodada de abertura  |
| --------------------- | ------------------- | ------------------- | ------------------- | ------------------- |
| Complexity Gaming     | 16                  | Inferno             | 11                  | SK Gaming           |
| Astana Dragons        | 16                  | Inferno             | 11                  | Reason Gaming       |
| Rodada de eliminação  |                     |                     |                     |                     |
| Astana Dragons        | 7                   | Nuke                | 16                  | Copenhagen Wolves   |
| Rodada dos vencedores |                     |                     |                     |                     |
| SK Gaming             | 3                   | Inferno             | 16                  | Reason Gaming       |
| Rodada decisiva       |                     |                     |                     |                     |
| Astana Dragons        | 16                  | Nuke                | 13                  | Reason Gaming       |

## Eliminatórias
Com oito equipes restantes, a fase final do Major é uma chave de eliminação única, com todas as partidas jogadas em mapas à melhor de três.

### Esquema
|  | Quartas de final | Quartas de final  | Quartas de final  | Quartas de final | Quartas de final | Quartas de final |    |                   | Semifinais        | Semifinais | Semifinais | Semifinais | Semifinais | Semifinais |  |  | Final             | Final             | Final | Final | Final | Final |
|  |                  |                   |                   |                  |                  |                  |    |                   |                   |            |            |            |            |            |  |  |                   |                   |       |       |       |       |
|  | A2               | LGB Esports       | 16                | 9                | 7                | 1                |    |                   |                   |            |            |            |            |            |  |  |                   |                   |       |       |       |       |
|  | B1               | Ninjas in Pyjamas | 14                | 16               | 16               | 2                |    |                   |                   |            |            |            |            |            |  |  |                   |                   |       |       |       |       |
|  | B1               | Ninjas in Pyjamas | 14                | 16               | 16               | 2                |    | Ninjas in Pyjamas | Ninjas in Pyjamas | 16         | 6          | 16         | 2          |            |  |  |                   |                   |       |       |       |       |
|  |                  |                   |                   |                  |                  |                  |    | Ninjas in Pyjamas | Ninjas in Pyjamas | 16         | 6          | 16         | 2          |            |  |  |                   |                   |       |       |       |       |
|  |                  | VeryGames         | VeryGames         | 13               | 16               | 5                | 1  |                   |                   |            |            |            |            |            |  |  |                   |                   |       |       |       |       |
|  | D1               | VeryGames         | VeryGames         | 13               | 16               | 5                | 1  | Copenhagen Wolves | 6                 | 16         | 12         | 1          |            |            |  |  |                   |                   |       |       |       |       |
|  | D1               |                   |                   |                  |                  |                  |    | Copenhagen Wolves | 6                 | 16         | 12         | 1          |            |            |  |  |                   |                   |       |       |       |       |
|  | C2               | VeryGames         | 16                | 5                | 16               | 2                |    |                   |                   |            |            |            |            |            |  |  |                   |                   |       |       |       |       |
|  |                  |                   |                   |                  |                  |                  |    |                   |                   |            |            |            |            |            |  |  | Ninjas in Pyjamas | Ninjas in Pyjamas | 14    | 16    | 2     | 1     |
|  |                  |                   | Fnatic            | Fnatic           | 16               | 6                | 16 | 2                 |                   |            |            |            |            |            |  |  |                   |                   |       |       |       |       |
|  | A1               | Fnatic            | 16                | 13               | 16               | 2                |    |                   |                   |            |            |            |            |            |  |  |                   |                   |       |       |       |       |
|  | B2               | Recursive Esports | 9                 | 16               | 10               | 1                |    |                   |                   |            |            |            |            |            |  |  |                   |                   |       |       |       |       |
|  | B2               | Recursive Esports | 9                 | 16               | 10               | 1                |    | Fnatic            | Fnatic            | 16         | 16         | –          | 2          |            |  |  |                   |                   |       |       |       |       |
|  |                  |                   |                   |                  |                  |                  |    | Fnatic            | Fnatic            | 16         | 16         | –          | 2          |            |  |  |                   |                   |       |       |       |       |
|  |                  | Complexity Gaming | Complexity Gaming | 7                | 7                | –                | 0  |                   |                   |            |            |            |            |            |  |  |                   |                   |       |       |       |       |
|  | C1               | Complexity Gaming | Complexity Gaming | 7                | 7                | –                | 0  | Complexity Gaming | 9                 | 16         | 16         | 2          |            |            |  |  |                   |                   |       |       |       |       |
|  | C1               |                   |                   |                  |                  |                  |    | Complexity Gaming | 9                 | 16         | 16         | 2          |            |            |  |  |                   |                   |       |       |       |       |
|  | D2               | Astana Dragons    | 16                | 7                | 12               | 1                |    |                   |                   |            |            |            |            |            |  |  |                   |                   |       |       |       |       |